# Talen Energy
Talen Energy, est une entreprise américaine présente dans la production d'énergie. 

## Histoire
En 2014, PPL Corporation scinde une grande partie de ses activités dans la production énergétique, se spécialisant dans la distribution, sous le nom de Talen Energy. Cette nouvelle entité est de plus un regroupement des activités de productions de PPL mais également du fonds d'investissement Riverstone. Talent est contrôlé à 65 % par les actionnaires de PPL et à 35 % par ceux de Riverstone. La nouvelle entreprise regroupe une capacité de production de 15 320 MW, dont 40 % provenant du gaz naturel, 40 % du charbon et 15 % du nucléaire. PPL garde une production de 8 100 MW autour du Kentucky et de la Virginie,.
En juillet 2015, Talen Energy acquiert Mach Gen pour 1,18 milliard de dollars, augmentant sa capacité énergétique de 2 500 MW notamment via des centrales thermiques au gaz. En parallèle, Talen Energy doit se défaire d'une capacité de 1 300 MW après un engagement avec les autorités de la concurrence, dans le cadre de sa création,.